# 9096 Tamotsu
9096 Tamotsu eller 1995 XE1 är en asteroid i huvudbältet som upptäcktes den 15 december 1995 av den japanska astronomen Takao Kobayashi vid Ōizumi-observatoriet. Den är uppkallad efter Tamotsu Fujii.
Asteroiden har en diameter på ungefär 14 kilometer.